# José Bernardino de Portugal e Castro
José Bernardino de Portugal e Castro GCNSC • COC (Sé, Salvador da Bahia, Brasil Colonial, 20 de maio de 1780 – Lapa, Lisboa, 26 de fevereiro de 1840), 12.º conde de Vimioso e 5.º marquês de Valença, foi um gentil-homem da câmara real e oficial general do Exército Português que, entre outras funções de relevo, foi Ministro e Secretário de Estado dos Negócios da Guerra do 3.º governo do Cartismo, em funções de 6 a 16 de dezembro de 1826, par do reino e presidente do Conselho de Ministros do efémero Gabinete dos Mortos, em funções de 4 a 6 de novembro de 1836, não chegando a tomar posse. Foi um renomado músico amador.

## Biografia
Nasceu em Salvador da Bahia, filho de Afonso Miguel de Portugal e Castro, o 4.º marquês de Valença, ao tempo governador-geral da Capitania da Bahia, e de sua esposa Maria Teles da Silva, uma família da alta aristocracia portuguesa. Casou a 19 de julho de 1813 com Maria José de Noronha, 2.ª filha de Caetano José de Noronha e Albuquerque, o 1.º conde de Peniche, e de sua esposa Maria José Juliana Lourenço de Almeida. Apesar de ter deixado descendência, pela morte do 5.º marquês de Valença não se renovou este título. Foi irmão de Manuel Francisco de Portugal e Castro, vice-rei da Índia, e pai de Francisco de Paula de Portugal e Castro, o 13.º conde de Vimioso, afamado cavaleiro tauromáquico.
Em 17 de novembro de 1796, com 16 anos de idade, assentou praça como cadete no Regimento de Infantaria n.º 7, sendo promovido a capitão daquele regimento em 5 de fevereiro de 1797. Participou na Guerra Peninsular, atingindo o posto de coronel em 24 de junho de 1820. Com a Revolução Liberal do Porto foi compulsivamente reformado em 1821. Contudo, em 4 de junho de 1823 foi readmitido no Exército e no seu posto, por se ter reconhecido que a reforma fora atribuída indevidamente.
Em 28 de novembro de 1826 foi graduado em brigadeiro e nomeado Governador das Armas de Trás-os-Montes. Contudo, antes de partir para Trás-os-Montes, foi nomeado interinamente Ministro e Secretário de Estado dos Assuntos da Guerra do 3.º governo do Cartismo, em funções de 6 de dezembro de 1826 até 9 de janeiro de 1827. Nesse mesmo ano de 1826 foi admitido na Câmara dos Pares.
Foi destituído de todas as suas funções quando em julho de 1828 ocorreu a proclamação de D. Miguel como rei absoluto, tendo obtido uma licença de 6 meses para se ausentar para o estrangeiro. Não regressou a Lisboa, indo apresentar-se em Londres à comissão dos liberais portugueses ali instalada, formalizando assim a sua adesão ao partido liberal na nascente Guerra Civil Portuguesa.
Com o restabelecimento da Câmara dos Pares em 1834, o marquês de Valença reassumiu a sua cadeira, revelando-se um dos mais interventivos pares do reino daquele tempo. Integrou diversas comissões parlamentares e manteve permanente atenção aos assuntos económicos e militares, matérias sobre as quais produziu numerosas intervenções parlamentares.
Alinhado com o campo cartista, na sequência da Belenzada foi indigitado pela rainha D. Maria II para formar governo, assumindo as funções de presidente do Conselho de Ministros, acumulando com o cargo de Ministro e Secretário de Estado dos Negócios Estrangeiros. A solução falhou perante a rápida reação dos setembristas e o efémero governo, que ficaria conhecido pelo Gabinete dos Mortos, esteve em funções apenas de 4 a 6 de novembro de 1836, não chegando a tomar posse.
Após esta gorada passagem pelo governo, manteve-se na Câmara dos Pares em oposição ao setembrismo. Terminou a sua carreira militar passando à reforma, no posto de brigadeiro, a 5 de setembro de 1837, mantendo-se contudo na Câmara dos Pares até falecer.
Era condecorado com a grã-cruz da Ordem de Nossa Senhora da Conceição de Vila Viçosa, com o grau de cavaleiro da Ordem da Torre e Espada e de comendador da Ordem de Cristo. Era Ministro de Estado honorário, par do reino, desde 1826, e brigadeiro do Exército Português. Residiu na Calçada da Estrela, freguesia da Lapa (Lisboa), onde faleceu. Está sepultado no Cemitério dos Prazeres.
Músico de grande mérito, deixou publicadas algumas composições musicais da sua autoria, com destaque para as valsas.